# Showtime – Végtelen és képtelen
A Showtime – Végtelen és képtelen (eredeti cím: Showtime) 2002-ben bemutatott amerikai akcióvígjáték, melyet Tom Dey rendezett. A főbb szerepekben Robert De Niro, Eddie Murphy, Rene Russo, William Shatner, Pedro Damián és Drena De Niro látható.
2002. március 15-én mutatták be az Amerikai Egyesült Államokban.

## Cselekmény
Két rendőr kénytelen összefogni egy új televíziós valóságshowban, miközben egy illegálisan gyártott félautomata lőfegyver gyártójának és forgalmazójának nyomára bukkannak.

## Szereplők
- Robert De Niro: Mitch Preston nyomozó
- Eddie Murphy: Trey Sellars rendőrtiszt
- Rene Russo: Chase Renzi
- Frankie Faison: Winship kapitány
- Pedro Damián: Cesar Vargas
- Drena De Niro: Annie
- William Shatner: Önmaga
- Mos Def: 'Lazy Boy' (Lazy Boy)
- Peter Jacobson: Brad Slocum
- Kadeem Hardison: Kyle
- Nestor Serrano: Ray
- T.J. Cross: 'Re-Run' (mint TJ Cross)
- James Roday: a Showtime operatőre
- Rachael Harris: Tanárnő
- Alex Borstein: szereposztási igazgató
- Marshall Manesh: kisbolt tulajdonos
- Johnnie L. Cochran Jr.: Re-Run ügyvédje
- Joy Bryant: Lexi
- Maurice Compte: Chili
- Freez Luv: Freez
- Merlin Santana: Hector
- Julian Dulce Vida: J.J.
- Judah Friedlander: Julio
- Angela Alvarado: Gina Reyes (mint Angela Rose Alvarado)
- Larry Joe Campbell: 2. számú zsaru
- Ken Hudson Campbell: férfi a tornateremben (mint Ken Campbell)
- Henry Kingi: szemétszállító sofőr

## Számlista
1. "Caramel" – Alias Project [3:27]
2. "Why" –  Rude [3:33]
3. "Mr. Lover" –  Shaggy [3:55]
4. "My Bad" –  Rayvon [3:29]
5. "Lie Till I Die" –  Marsha Morrison [4:52]
6. "Man Ah Bad Man" – T.O.K. [2:54]
7. "Money Jane" –  Baby Blue Soundcrew [4:19]
8. "Your Eyes" –  Rik Rok [4:00]
9. "Fly Away" –  Gordon Dukes [4:00]
10. "Swingin'" –  Shaggy [3:10]
11. "Get the Cash" –  Howzing [3:45]
12. "Still the One" – Prince Mydas [3:25]
13. "Showtime" – Shaggy [4:31]

## Fogadtatás
A film negatív kritikákat kapott az értékelőktől. A Rotten Tomatoes-on a film 25%-os értékelést kapott. A Metacritic-en 32 pontot szerzett a százból, 34 kritika alapján.